# Laura Galvão
Laura Galvão (Lisboa, 15 de setembro de 1988) é uma atriz portuguesa.

## Filmografia

### Televisão
| Ano         | Projeto                | Papel                      | Notas                                                         | Canal |
| ----------- | ---------------------- | -------------------------- | ------------------------------------------------------------- | ----- |
| 2008 - 2009 | Morangos com Açúcar    | Madalena Vaz               | Protagonista                                                  | TVI   |
| 2010        | Camilo, o Presidente   | Denise                     | 2.ª temporada, episódio 11: "Moda Fanecas" (Elenco Adicional) | SIC   |
| 2011        | Voo Direto             | Passageira                 | Elenco Adicional                                              | RTP1  |
| 2011 - 2012 | Remédio Santo          | Filomena (Filó)            | Atriz Convidada                                               | TVI   |
| 2012        | A Primeira Dama        | Vera                       | Elenco Principal                                              | TVI   |
| 2012        | Amor SOS               | Sofia                      | Elenco Principal                                              | TVI   |
| 2012 - 2013 | Doce Tentação          | Ana Luísa Telles de Britto | Elenco Principal                                              | TVI   |
| 2013        | Dancin' Days           | Nádia                      | Elenco Adicional                                              | SIC   |
| 2013 - 2014 | Belmonte               | Joana Brito                | Elenco Principal                                              | TVI   |
| 2014        | Giras & Falidas        | Ana Luísa Telles de Britto | Protagonista                                                  | TVI   |
| 2015 - 2016 | Poderosas              | Diana                      | Elenco Adicional                                              | SIC   |
| 2017 - 2018 | A Herdeira             | Olivia                     | Elenco Adicional                                              | TVI   |
| 2021        | All Together Now       | Ela Própria                | Jurada                                                        | TVI   |
| 2021 - 2022 | Para Sempre            | Raquel                     | Elenco Adicional                                              | TVI   |
| 2022        | Big Brother: Famosos 4 | Ela Própria                | Concorrente                                                   | TVI   |

### Cinema
| Ano  | Título                    | Personagem |
| ---- | ------------------------- | ---------- |
| 2015 | Corrimão (curta-metragem) | filha      |
| 2018 | Bad Investigate           | Cátia      |